# Garaž
Garaž (Гараж) è un film del 1979 diretto da Ėl'dar Aleksandrovič Rjazanov.

## Trama
La cooperativa garage selezionerà quattro dipendenti che dovranno rinunciare alla propria futura officina. Tuttavia, non c'è scelta. L'assemblea deve solo approvare l'elenco di quelli da ridurre, che è già stato redatto dal consiglio di amministrazione della cooperativa.